# Pseudagrion draconis
Pseudagrion draconis là một loài chuồn chuồn kim trong họ Coenagrionidae.
Loài này được xếp vào nhóm loài không bị đe dọa trong sách Đỏ của IUCN năm 2006, de trend van de populatie is volgens de IUCN stabiel.
Pseudagrion draconis được miêu tả khoa học năm 1937 bởi Barnard.